# 山本宜久
山本 宜久（やまもと よしひさ、1970年7月4日 - ）は、日本の男性総合格闘家。山口県下松市出身。フリーランス。柔道初段。
リングスでデビューし、試合を重ねる。リングス退団後にPRIDEに参戦し、9戦3勝6敗。その後、HERO'Sに参戦するが4戦全敗。
リングネームを山本宜久→山本憲尚（やまもと のりひさ）→山本宜久と改名している。

## 来歴
高校時代に柔道を経験。高校卒業後、職を転々とした後、第2次UWFへ入門。だが、練習後に船木誠勝に殴打され、顎を複雑骨折。その怪我が元で退団することとなる。

### リングス
1991年にリングスに入門し、1992年に成瀬昌由戦でデビュー。初勝利は1993年の西良典戦。1994年には前田日明とも対戦したが、アキレス腱固めにより敗北。
リングスでは田村潔司が移籍する1996年頃まで前田日明に次ぐナンバー2の序列であり、田村潔司との初対戦は事実上のリングスのエース決定戦としてプロレスライターなどの識者からも認識されていた。リングスでの山本は、サミングや鼻突き、ナックルパートなど、ルールを無視したなりふり構わないファイトスタイルで知られていた。その後も田村、金原弘光らと共に団体を引っ張る。リングス戦績37勝24敗4分。
1995年2月、リングス・オランダがオランダで行った自主興行で、ルディ・イウォルドとの流血試合がテレビ放送されたことがきっかけになり、オランダ政府はフリーファイトの規制を行うようになる。
1995年4月20日、VALE TUDO JAPAN OPEN 1995の1回戦でヒクソン・グレイシーと対戦。ヒクソンに対し、フロントチョークをかけるなどしたが、3Rにスリーパーホールドで一本負け。ヒクソンのパンチを受け、眼窩を骨折した。まだルール問題が明確でなかった総合格闘技の創成期に行われたこの試合で山本はヒクソンにテイクダウンされないようにとの前田日明のアドバイスの元、常にロープを掴みつつ、フロントチョークをかけていた。その状態に、ヒクソンもかなり追い詰められていて、必死に抵抗していた。試合後、グレーシー側の抗議もあり、ロープを掴む行為が試合の進行を妨げるなどの問題と取られ、それ以降の大会ではロープを掴む行為が反則と見なされるようになった。このヒクソン戦は敗れたとは言え山本が大いに健闘したと主にプロレスマスコミやファンから評価され、以後のリングスの試合における急激な格上げと躍進に繋がっていった。それを示すかのように、ヒクソン戦後の1995年の内に、ディック・フライやヴォルク・ハンといったトップ外国人選手からの相次ぐ初勝利を挙げている。またこの時期からシューズを脱いで裸足にレガースで試合し、ガードポジションからの三角絞めや裸締めといった、それまで特に多用はしていなかった柔術系の技をフィニッシュホールドに多く用いるようになっていった。しかし後により総合格闘技に近いKOKルールに移行してからは、この頃に見せた華麗な柔術ムーブは試合で全く見ることはできず戦績も振るわなかった。
リングス時代にはモーリス・スミス、ヒカルド・モラエス、ジェレミー・ホーンなどと対戦経験がある。
2001年2月24日、KING of KINGS GRAND-FINALでヴァレンタイン・オーフレイムに腕ひしぎ十字固めで一本負け。この試合が山本にとってリングス最後の試合となった。また、この試合よりリングネームを山本憲尚と改名した。
2001年5月にリングスを退団し、フリーとして活動を始める。2001年6月14日にはプロレスイベントの真撃でファンに挨拶中の小川直也を襲撃してパンチでKOし、第三者のリングでの対決を要求。小川に対してはリングス時代に1999年5月22日にも挑戦表明して対戦が浮上していたが、対戦は実現しなかった。
リングスの前田道場時代のニックネームは、ジョージだった。

### PRIDE
フリーとしてPRIDEに参戦。デビュー戦となった2001年9月のPRIDE.16のアスエリオ・シウバ戦では前田日明のテーマ曲である「キャプチュード」で入場するも、開始11秒でTKO負け。
2001年12月12日付けで高田延彦主宰の髙田道場へ移籍。12月23日、PRIDE.18でヤン・"ザ・ジャイアント"・ノルキヤから腕ひしぎ十字固めで一本勝ちを収めた。通常は心機一転と言うところを一気進展とマイク。
以降は、ボブ・サップ、ガイ・メッツァー、ヒース・ヒーリングといった強豪と対戦し敗退。アレクサンダー大塚には勝利しているが、大塚の負傷（右ふくらはぎの筋断裂）によるものである。
2003年に行われたPRIDE武士道への出場権を賭けた高田道場内での非公式戦では、松井大二郎に一本勝ち。
2003年11月9日のヒース・ヒーリング戦より、リングネームを本名に戻した。
2004年2月1日、PRIDE.27でPRIDEヘビー級グランプリの出場権を賭け、PRIDEに復帰したマーク・ケアーと対戦。試合開始直後にケアーがタックルを試み山本はそのままマットに倒されたが、ケアーはリングに頭を強打し失神、そのままパウンドを連打した山本のTKO勝ちとなった。山本は「プロレスラーなんでね、とっさにDDTを使ってしまった。まぁ彼の心が折れたんでしょうね」と発言。テレビのレポーターとして山本に接した浅草キッドと大槻ケンヂがDDTではないかと誘導質問して煽ったのを受けた山本の発言だったが、ケアーの首をクラッチできておらず、高田延彦はこの発言を問題視し、ヘビー級GP出場は保留にされ新たに査定試合が組まれることとなった。
その2週間後の2月15日、PRIDE 武士道 -其の弐-で再度PRIDEヘビー級グランプリの出場権を賭けミルコ・クロコップと戦う。このマッチメイクは、マーク・ケアー戦後の山本の発言と態度にファンからの抗議電話が殺到したのを受けた制裁マッチだとも言われた。試合は、ミルコのタックルの防御に対し、山本はこれをサミング行為とみなして2度アピールするも観客からはブーイングをもらい（また、ミルコの攻撃にニヤニヤと笑みを浮かべるなど、良くない印象を与えた）、しかもその行為がミルコを怒らせてしまい、山本はミルコの一方的な攻撃を受けてTKO負けを喫した。
2004年5月23日、PRIDE 武士道 -其の参-でチェ・ム・ベと対戦し、判定負け。この試合が山本のPRIDEにおける最後の試合となった。
2003年頃に虫垂炎を悪化させて腸閉塞になる。2004年8月には血便で初期の大腸癌が発見されて手術を受けた。

### HERO'S
2005年2月に高田道場を退団。3月11日にかつての師匠前田日明がスーパーバイザーを務めるHERO'Sへの参戦を表明。しかし、その後交通事故で肩の骨を折る重傷を負い、2005年は全く試合ができなかった。
2006年3月15日に、HERO'S初参戦となったHERO'S 2006でアトランタオリンピック柔道銀メダリストのキム・ミンスと対戦。バックハンドブローで一時は追い詰めたが、チョークスリーパーで一本負け。
2006年8月5日、HERO'S 2006 ミドル&ライトヘビー級世界最強王者決定トーナメント準々決勝でドン・フライと対戦。山本は試合前インタビューで「今回意地をね…、とにかく勝ちたい」と険しい表情で語っていたが、チョークスリーパーで敗北。試合後、「心と体がバラバラで限界かな、と思ってます」と引退を示唆したが現役を続行。
2007年3月12日に、HERO'S 2007 開幕戦 〜名古屋初上陸〜で柴田勝頼と対戦。柴田に「総合をちょっとかじってきたらしいが、僕も色々なトップ選手と対戦してきたんで、なめるなという感じ。ボコボコにしてやりますよ」と語っていたが、試合開始9秒、柴田の右フックでダウンしパウンドでTKO負け。セコンドには、高阪剛、成瀬昌由などリングス時代の戦友がついた。
2007年10月28日、HERO'S KOREA 2007でイ・テヒョンと対戦し、ミドルキックで倒され、パウンドでTKO負け。顔面の出血がひどく、病院へ直行した。
2010年10月24日、これまでのヘビー級からウェルター級へ30kg以上の減量をして、DEEP 50 IMPACTで門馬秀貴と対戦。3年ぶりの試合で、これがDEEP初参戦だったが、肩固めで一本負けした。
2011年10月15日、総合格闘技チーム「GRABAKA」の11周年記念興行でKEI山宮とミドル級契約で対戦。山本は単発のフックを出すことに終始することが多く、山宮に攻められ続け判定負けを喫した。

## 戦績
| 総合格闘技 戦績 | 総合格闘技 戦績 | 総合格闘技 戦績 | 総合格闘技 戦績 | 総合格闘技 戦績 | 総合格闘技 戦績 | 総合格闘技 戦績 |
| --------------- | --------------- | --------------- | --------------- | --------------- | --------------- | --------------- |
| 40 試合         | (T)KO           | 一本            | 判定            | その他          | 引き分け        | 無効試合        |
| 14 勝           | 5               | 5               | 1               | 3               | 1               | 0               |
| 25 敗           | 8               | 10              | 3               | 4               | 1               | 0               |

| 勝敗 | 対戦相手                           | 試合結果                           | 大会名                                                                                       | 開催年月日     |
| ×    | キム・ジョンワン                   | 1R 0:15 KO（スタンドパンチ連打）   | GRABAKA LIVE! 2                                                                              | 2012年10月28日 |
| ×    | KEI山宮                            | 5分2R終了 判定0-3                  | GRABAKA LIVE! 1st CAGE ATTACK                                                                | 2011年10月15日 |
| ×    | 門馬秀貴                           | 1R 1:07 肩固め                     | DEEP 50 IMPACT 〜10年目の奇跡〜                                                              | 2010年10月24日 |
| ×    | イ・テヒョン                       | 1R 1:03 TKO（パウンド）            | HERO'S KOREA 2007                                                                            | 2007年10月28日 |
| ×    | 柴田勝頼                           | 1R 0:09 TKO（右フック→パウンド）   | HERO'S 2007 開幕戦 〜名古屋初上陸〜                                                          | 2007年3月12日  |
| ×    | ドン・フライ                       | 1R 4:52 チョークスリーパー         | HERO'S 2006 ミドル&ライトヘビー級世界最強王者決定トーナメント準々決勝                        | 2006年8月5日   |
| ×    | キム・ミンス                       | 2R 1:32 チョークスリーパー         | HERO'S 2006                                                                                  | 2006年3月15日  |
| ×    | チェ・ム・ベ                       | 2R（10分/5分）終了 判定0-3         | PRIDE 武士道 -其の参-                                                                        | 2004年5月23日  |
| ×    | ミルコ・クロコップ                 | 1R 2:12 TKO（スタンドパンチ連打）  | PRIDE 武士道 -其の弐-                                                                        | 2004年2月15日  |
| ○    | マーク・ケアー                     | 1R 0:40 TKO（パウンド）            | PRIDE.27 TRIUMPHAL RETURN                                                                    | 2004年2月1日   |
| ×    | ヒース・ヒーリング                 | 3R 2:29 スリーパーホールド         | PRIDE GRANDPRIX 2003 決勝戦                                                                  | 2003年11月9日  |
| ○    | アレクサンダー大塚                 | 2R終了時 TKO（ドクターストップ）   | PRIDE.24                                                                                     | 2002年12月23日 |
| ×    | ガイ・メッツァー                   | 3R（10分/5分/5分）終了 判定0-3     | PRIDE.22                                                                                     | 2002年9月29日  |
| ×    | ボブ・サップ                       | 1R 2:44 TKO（スタンドパンチ連打）  | PRIDE.20                                                                                     | 2002年4月28日  |
| ○    | ヤン・"ザ・ジャイアント"・ノルキヤ | 1R 1:43 腕ひしぎ十字固め           | PRIDE.18                                                                                     | 2001年12月23日 |
| ×    | アスエリオ・シウバ                 | 1R 0:11 TKO（マウントパンチ）      | PRIDE.16                                                                                     | 2001年9月24日  |
| ×    | ヴァレンタイン・オーフレイム       | 1R 0:45 腕ひしぎ十字固め           | リングス KING of KINGS GRAND-FINAL 【準々決勝】                                              | 2001年2月24日  |
| ○    | クリストファー・ヘイズマン         | 1R 3:57 KO                         | リングス KING of KINGS Bブロック 【2回戦】                                                   | 2000年12月22日 |
| ○    | ビターゼ・アミラン                 | 1R 4:38 腕ひしぎ十字固め           | リングス KING of KINGS Bブロック 【1回戦】                                                   | 2000年12月22日 |
| ×    | セーム・シュルト                   | 1R 2:54 TKO（パンチ）              | Rings Holland: Di Capo Di Tutti Capi                                                         | 2000年6月4日   |
| ×    | ブランドン・リー・ヒンクル         | 1R 2:21 チョークスリーパー         | WEF 9: World Class                                                                           | 2000年5月13日  |
| ×    | ジェレミー・ホーン                 | 2R 2:50 肩固め                     | リングス Millennium Combine                                                                  | 2000年4月20日  |
| ×    | ブラッド・コーラー                 | 1R 1:57 肩固め                     | リングス RISE 6th KING of KINGS Aブロック 【1回戦】                                          | 1999年10月28日 |
| ○    | ヴァレンタイン・オーフレイム       | 3:35 TKO（マウント掌打）           | リングス BATTLE GENESIS Vol.5                                                                | 1999年9月15日  |
| △    | 田村潔司                           | 20分終了 判定                      | リングス RISE 4th                                                                            | 1999年6月24日  |
| ○    | 高阪剛                             | 15:41 KO（打撃）                   | リングス RISE 3rd                                                                            | 1999年5月22日  |
| ○    | ヨープ・カステル                   | 7:32 KO（右掌底）                  | リングス RISE 2nd                                                                            | 1999年4月23日  |
| ○    | ヴァレンタイン・オーフレイム       | 2:40 腕ひしぎ十字固め              | リングス RISE 1st                                                                            | 1999年3月22日  |
| ○    | アンドレイ・コピィロフ             | 1R 6:55 チョークスリーパー         | リングス 前田日明引退試合 〜THE FINAL〜                                                      | 1999年2月21日  |
| ×    | ディミータ・ペトコフ               | 3:32 肩固め                        | リングス WORLD MEGA-BATTLE TOURNAMENT 1998 〜第1回国別対抗戦FNRカップ〜 Aブロック・1st ROUND | 1998年10月23日 |
| ○    | ボリス・ジュリアスコフ             | 6:01 TKO（右掌底）                 | リングス WORLD MEGA-BATTLE TOURNAMENT 1998 〜第1回国別対抗戦FNRカップ〜 Aブロック・1st ROUND | 1998年10月23日 |
| ×    | 田村潔司                           | 18:54 フロントネックロック         | リングス FIGHTING INTEGRATION 6th                                                            | 1998年9月21日  |
| ○    | ニコライ・ズーエフ                 | 13:30 裸絞め                       | リングス FIGHTING INTEGRATION 5th                                                            | 1998年8月28日  |
| ×    | 前田日明                           | 20分終了 判定1-3                   | リングス CAPTURED 〜AKIRA MAEDA LAST MATCH〜                                                 | 1998年7月20日  |
| ○    | ヴォルク・ハン                     | 11:30 TKO                          | リングス FIGHTING EXTENSION 1997 Vol.6                                                       | 1997年8月13日  |
| ○    | 長井満也                           | 2:27 腕ひしぎ十字固め              | リングス FIGHTING EXTENSION 1997 Vol.5                                                       | 1997年7月22日  |
| ○    | モーリス・スミス                   | 6:00 裸絞め                        | リングス FIGHTING EXTENSION 1997 Vol.4                                                       | 1997年6月21日  |
| ○    | ヘルマン・レンティング             | 3:17 裸絞め                        | リングス FIGHTING EXTENSION 1997 Vol.3                                                       | 1997年5月23日  |
| ○    | 成瀬昌由                           | 21:20 腕ひしぎ十字固め             | リングス FIGHTING EXTENSION 1997 Vol.2                                                       | 1997年4月22日  |
| ×    | 高阪剛                             | 30分終了 判定                      | リングス BATTLE GENESIS Vol.1                                                                | 1997年4月4日   |
| ○    | ハンス・ナイマン                   | 8:02 腕ひしぎ十字固め              | リングス FIGHTING EXTENSION 1997 Vol.1                                                       | 1997年3月28日  |
| ×    | ビターゼ・タリエル                 | 6:19 TKO（レフェリーストップ）     | リングス MEGA-BATTLE TOURNAMENT 1996 Grand-Final 【3位決定戦】                               | 1997年1月22日  |
| ×    | 田村潔司                           | 9:49 腕ひしぎ十字固め              | リングス MEGA-BATTLE TOURNAMENT 1996 Semi Final 【準決勝】                                   | 1996年12月21日 |
| ○    | ゴギテゼ・バクーリ                 | 4:52 裸絞め                        | リングス MEGA-BATTLE TOURNAMENT 1996 2nd Round 【2回戦】                                     | 1996年11月22日 |
| ○    | ハハレイシビリ・ダビット           | 2:24 ヒールホールド                | リングス MEGA-BATTLE TOURNAMENT 1996 1st Round                                               | 1996年10月25日 |
| ×    | アンドレイ・コピィロフ             | 12:33 膝十字固め                   | リングス MAELSTROM 7th                                                                       | 1996年9月25日  |
| ×    | ヒカルド・モラエス                 | 0:46 KO                            | リングス MAELSTROM 6th 〜旗揚げ5周年記念大会〜                                               | 1996年8月24日  |
| ×    | ハンス・ナイマン                   | 2:35 TKO（レフェリーストップ）     | リングス MAELSTROM 5th                                                                       | 1996年7月16日  |
| ○    | モーリス・スミス                   | 30分終了 判定（ロストポイント4-0） | リングス MAELSTROM 4th                                                                       | 1996年6月29日  |
| ○    | ブザリアシビリ・ラマジ             | 8:19 裸絞め                        | リングス MAELSTROM 3rd 〜RUSSIAN BATTLE MISSION〜                                            | 1996年5月25日  |
| ○    | 高阪剛                             | 13:04 ヒールホールド               | リングス MAELSTROM 2nd                                                                       | 1996年4月26日  |
| ○    | ビターゼ・タリエル                 | 7:54 裸絞め                        | リングス MAELSTROM 1st                                                                       | 1996年3月25日  |
| ○    | 坂田亘                             | 1R 3:28 アームロック               | FREE-FIGHT GALA 1996 The Kings of Martial Arts                                               | 1996年2月18日  |
| ×    | 前田日明                           | 17:59 ヒールホールド               | リングス MEGA-BATTLE TOURNAMENT 1995 Grand Final 【決勝】                                    | 1996年1月24日  |
| ○    | ヴォルク・ハン                     | 10:17 腕ひしぎ十字固め             | リングス MEGA-BATTLE TOURNAMENT 1995 Semi Final 【準決勝】                                   | 1995年12月19日 |
| ○    | 長井満也                           | 7:43 アキレス腱固め                | リングス MEGA-BATTLE TOURNAMENT 1995 2nd Round 【2回戦】                                     | 1995年11月16日 |
| ○    | ビターゼ・アミラン                 | 4:36 裸絞め                        | リングス MEGA-BATTLE TOURNAMENT 1995 1st Round 【1回戦】                                     | 1995年10月21日 |
| ○    | ディック・フライ                   | 8:21 裸絞め                        | リングス RISING SERIES NAGATSUKI                                                             | 1995年9月22日  |
| ○    | ヘルマン・レンティング             | 5:00 三角絞め                      | リングス RISING SERIES HAZUKI                                                                | 1995年8月27日  |
| ○    | ディック・フライ                   | 9:04 TKO                           | リングス RISING SERIES FUMIZUKI                                                              | 1995年7月18日  |
| ×    | ヴォルク・ハン                     | 15:15 腕ひしぎ十字固め             | リングス RISING SERIES MINAZUKI                                                              | 1995年6月17日  |
| ×    | ヒクソン・グレイシー               | 3R 3:49 スリーパーホールド         | VALE TUDO JAPAN OPEN 1995 【1回戦】                                                          | 1995年4月20日  |
| ×    | 長井満也                           | 11:18 レッグロック                 | リングス RISING SERIES YAYOI                                                                 | 1995年3月18日  |
| ○    | ルディ・イウォルド                 | 3分5R終了 判定                     | FREE-FIGHT GALA 1996 The Kings of Martial Arts                                               | 1995年2月19日  |
| ×    | ハンス・ナイマン                   | 6:49 TKO                           | リングス FIGHTING NETWORK RINGS 1994 TOURNAMENT GRAND FINAL 【3位決定戦】                    | 1995年1月25日  |
| ×    | 前田日明                           | 11:44 アキレス腱固め               | リングス BATTLE SHOT at NIIGATA Vol.2                                                        | 1994年12月24日 |
| ×    | 前田日明                           | 9:47 アキレス腱固め                | リングス FIGHTING NETWORK RINGS 1994 TOURNAMENT SEMI FINAL 【準決勝】                        | 1994年12月16日 |
| ○    | グロム・ザザ                       | 7:41 裸絞め                        | リングス FIGHTING NETWORK RINGS 1994 TOURNAMENT 2nd Round 【2回戦】                          | 1994年10月22日 |

## プロレスとの関わり
かつてZERO-ONEの真撃や新日本プロレスのリングに乱入したが、未だにプロレスでの試合出場はない。
2001年のリングス退団後に真撃のリングに乱入した際、山本は小川直也をパンチで失神させ「寝言は寝て言え」と挑発したが、両者の対戦は実現しなかった。
2005年の高田道場退団後に新日本プロレスに乱入した際は、永田裕志と大乱闘を繰り広げたが、対戦は実現せず、以降永田との因縁はなかったことになっている。